# Groundhog Day (musical)
Groundhog Day és una comèdia musical amb música i lletres de Tim Minchin i llibret de Danny Rubin. Basat en la pel·lícula del 1993 del mateix nom, a partir d'una història original de Rubin, guió de Rubin i Harold Ramis, el musical es va estrenar a The Old Vic de Londres l'estiu del 2016 i es va estrenar al August Wilson Theatre de Broadway el 17 d'abril de 2017. La trama se centra al voltant de Phil Connors, un arrogant home del temps de la televisió de Pittsburgh que, durant una tasca sobre l'esdeveniment anual del Dia de la marmota a Punxsutawney, Pennsilvània, es troba en un bucle temporal, repetint el mateix dia una vegada i una altra.

## Rerefons
El musical es basa en la pel·lícula de 1993 Atrapat en el temps. La pel·lícula estava protagonitzada per Bill Murray com a Phil Connors i Andie MacDowell com a Rita Hanson i es va produir amb un pressupost de 14,6 milions de dòlars, guanyant més de 70 milions de dòlars només en taquilla als Estats Units. El 2006 es va afegir al Registre Nacional de Cinema dels Estats Units com a considerat "significatiu culturalment, històricament o estèticament". Va ser votat al número 8 de les deu millors pel·lícules del gènere fantàstic per l'American Film Institute el 2006.
A l'agost del 2003, quan se li va preguntar quin podria ser el seu proper projecte, Stephen Sondheim va dir que estava interessat en la idea d'una adaptació musical del Groundhog Day. No obstant això, en un xat en viu del 2008, va dir que "fer un musical de Groundhog Day seria perfeccionar allò que ja és perfecte. No es pot millorar." El 2009, durant una entrevista amb MTV News, Harold Ramis va revelar que Danny Rubin estava treballant en el llibre per a una versió musical de la pel·lícula. Rubin va afirmar que havia estat treballant en un concepte de Groundhog Day durant algun temps, i ja tenia aproximadament 12 idees de cançons (reduïdes a 30) juntament amb diàlegs, escenes i altres aspectes de producció. Cap al 2012, Rubin s'havia quedat atrapat i sentia impossible poder fer realitat el musical, ja que creia que no podia progressar sense la col·laboració d'un compositor. Poc després d'arribar a aquesta conclusió, el director Matthew Warchus va trucar a Rubin per presentar-li a Tim Minchin, que acabava d'escriure les cançons per a Matilda the Musical. Rubin va sentir que el treball de Minchin a Matilda va demostrar que "pot escriure cançons divertides, commovedores, intel·ligents i boniques", i els tres van començar a adaptar el llibre de Rubin.
El trio va anunciar formalment la seva col·laboració amb el musical el gener de 2014. Es va celebrar un taller a Londres el 12 de juliol i Minchin va interpretar una versió primerenca d'una cançó de l'espectacle; "Seeing You", durant els seus concerts a KOKO (desembre de 2013 juntament amb "La nit arribarà"), Hyde Park (juliol de 2014), els passos de l'Opera de Sydney (febrer de 2015).
El musical té un llibret de Danny Rubin, basat en la seva història original, i el guió coescrit amb Harold Ramis, i està dirigit per Matthew Warchus, amb coreografies de Peter Darling i disseny de Rob Howell. L'espectacle compta amb una partitura original i lletres del còmic i lletrista australià Tim Minchin. La producció reuneix a la majoria de l'equip creatiu darrere del musical del 2010 Matilda.
Parlant del musical, el director Warchus va dir que es tracta d'un "espectacle ple d'intel·lecte, integritat i enginy, perspicàcia, humor i, per descomptat, de romanç." Minchin, que va escriure la música i les lletres de l'adaptació, va afegir: "La nostra versió del Groundhog Day serà reconeguda instantàniament i totalment diferent" i que "La presumpció central s'adapta perfectament al teatre ... té el potencial de ser complex, fosc, visualment fascinant i temàticament ric, alhora que és una alegre comèdia romàntica amb melodies divertides i molts gags."

## Produccions

### Londres (2016)
La producció d'estrena de l'espectacle estava prevista per començar a previsualitzar-se a The Old Vic de Londres, l'11 de juliol de 2016, amb la nit d'estrena oficial el 16 d'agost, reservant-se per un període limitat fins al 17 de setembre de 2016, amb una representació addicional afegida el 19 de setembre de 2016.
Les entrades van començar a vendre's en general el 12 d'abril de 2016, amb reserva prioritària a partir del 10 de març. El gener de 2016, es va anunciar que Andy Karl interpretaria el paper principal de Phil. Un altre càsting notable per a l'espectacle inclou Carlyss Peer com a Rita i Eugene McCoy com a Larry.
El 8 de juny de 2016, Minchin va interpretar el número final del musical, "Seeing You", amb els membres del repartiment Jack Shalloo, Carolyn Maitland, Georgina Hagen i Kieran Jae com a cantants secundaris als Premis The South Bank Sky Arts al Savoy Hotel de Londres. Minchin també va interpretar la cançó en solitari amb la BBC Concert Orchestra a la BBC Proms in the Park de Hyde Park l'11 de setembre de 2016.
Les prèvies inicials es van cancel·lar a causa de la complexitat tècnica de l'espectacle, amb la intenció de reiniciar-se el 15 de juliol. La primera funció prèvia es va convertir en un assaig general de vestuari amb funcions prèvies que començaven el 16 de juliol. El temps de producció de la producció londinenca a The Old Vic va ser de 2 hores i 25 minuts (incloent un descans de 20 minuts).
La producció va ser nominada als 8 premis Laurence Olivier. El 9 d'abril de 2017, va guanyar els premis Olivier al millor musical nou i al millor actor en un musical per Andy Karl. A la cerimònia, Minchin va interpretar una cançó de l'espectacle, "Hope", amb alguns dels membres de l'elenc de Londres.

### Broadway (2017)
Estava previst que el musical es traslladés a Broadway, estrenant-se el 9 de març de 2017, després de les prèvies del 23 de gener de 2017. No obstant això, Playbill va informar el 22 de juny de 2016 que el musical "pot ser que no arribi a Broadway el gener de 2017" perquè el productor principal, Scott Rudin, s'havia retirat de la producció. Després de la nit d'obertura de la producció a The Old Vic de Londres, The New York Times va revelar que la producció encara estava destinada a transferir-se a Broadway, produïda per André Ptaszynski i Lia Vollack amb Whistle Pig i Columbia Live Stage.
El musical es va estrenar oficialment a Broadway a l'August Wilson Theatre el 17 d'abril de 2017. El 19 d'octubre de 2016 es va anunciar que Andy Karl reprendria el seu paper de la producció londinenca com Phil Connors amb entrades a la venda a partir del 2 de novembre de 2016. Les prèvies començaren el 16 de març de 2017. El repartiment complet es va anunciar el desembre de 2016, que incloïa Barrett Doss com a Rita. La primera funció prèvia prevista per al 16 de març de 2017 va haver de ser aturada al cap d'uns 15 minuts aproximadament a causa de dificultats tècniques amb l'escenari giratòria. L'actuació va continuar sent un concert per a la resta de l'acte, amb una cantada de 6 cançons després de la intervenció sense components tècnics.
A la vista prèvia del vespre del 14 d'abril, Karl es va ferir a l'escenari durant el número "Philanthropy" esquinçant-se el lligament encreuat anterior, però va continuar l'actuació amb un bastó. La matinée del 15 d'abril va ser cancel·lada per permetre al seu suplent Andrew Call (que normalment interpretava Gus) assajar per a l'actuació nocturna. Malgrat la seva lesió, Karl va tornar a la nit inaugural de la producció el 17 d'abril, rebent grans elogis en les crítiques. Va realitzar quatre funcions la setmana que va començar el 17 d'abril per recuperar-se de la lesió.
El 21 d'abril, Andie MacDowell va veure l'espectacle, i el 8 d'agost, Bill Murray va assistir a la funció amb el seu germà Brian Doyle-Murray, qui havia interpretat a Buster Green a la pel·lícula. Bill Murray va tornar a veure l'actuació la nit següent.
La producció de Broadway es va tancar el 17 de setembre de 2017, després de 176 representacions i 32 prèvies. S'havia planejat una gira nacional de 18 mesos a partir del 2018. El 8 de gener de 2018, Tim Minchin va publicar al seu compte de Twitter que "Lamentablement (menyspreablement) no hi haurà cap gira pels Estats Units".

### Produccions regionals dels EUA
El maig de 2018, Music Theatre International va anunciar que havia adquirit els drets del musical, permetent a la companyia proporcionar llicències de producció a teatres regionals de tot el món.
La primera producció regional no rèplica professional es va representar a San Francisco Playhouse el novembre de 2019, dirigida per Susi Damilano, amb Ryan Drummond en el paper de Phil. La producció va durar del 20 de novembre de 2019 al 18 de gener de 2020.
El musical va ser produït per by Slow Burn Theatre Company Co a Fort Lauderdale, Florida, del 31 de gener al 16 de febrer de 2020.

### Produccions internacionals
Una producció sueca no rèplica presentada per Wermland Opera a Karlstad es va obrir el 27 de febrer fins al 17 de maig de 2020 (tot i que a causa de la pandèmia del coronavirus, les representacions es van cancel·lar del 16 de març al 21 d'abril).
Una nova producció finlandesa s'obrí al teatre de la ciutat d'Helsinki (Helsingin Kaupunginteatteri) del 25 d'agost al 31 de desembre de 2020.

## Sinopsi

### Acte I
Phil Connors, un arrogant home del temps de la televisió, tem el seu viatge a Punxsutawney, Pennsilvània, per fer un reportatge sobre la cerimònia anual del Dia de la Marmota, creient que està sota del seu nivell. Quan la seva furgoneta meteorològica arriba a la ciutat, la gent de Punxsutawney espera que la marmota, Punxsutawney Phil, no vegi la seva ombra que signifiqui el final de l'hivern i l'inici de la primavera ("There Will Be Sun"). L'endemà al matí, Phil es desperta el 2 de febrer ple de menyspreu per tot i per a tothom que troba quan es dirigeix a Gobbler's Knob, on té lloc la cerimònia anual ("Small Town, EUA"). Quan arriba al lloc, es troba amb el càmera Larry i la seva nova productora Rita abans de la previsió de la marmota de sis setmanes més d'hivern ("Punxsutawney Phil"). Mentre Phil i Rita dinen, Larry empaqueta la furgoneta preparant-se per a la seva sortida, i el xèrif entra i els diu que una mala tempesta de neu ha tancat totes les carreteres fora de la ciutat, impedint-los la sortida. Rita fa una entrada al seu diari abans del banquet del Dia de la Marmota i els habitants de la ciutat continuen confiant en la propera primavera ("February 2nd/There Will Be Sun"). L'endemà al matí, Phil es desperta el 2 de febrer i reviu confús el matí, incloent-hi una trobada amb un desagradable company de secundària Ned Ryerson ("Small Town, EUA"). Phil torna a informar de mala gana de la cerimònia, que té el mateix resultat que el dia anterior ("Punxsutawney Phil") i Rita gaudeix de les festes després de comentar al seu diari el comportament estrany de Phil ("February 2nd/There Will Be Sun"). El matí següent, Phil es desperta el 2 de febrer i té por d'una fallida mental, consulta tots els metges i curanderos de la ciutat, cap dels quals està qualificat mèdicament i que suggereix una varietat de remeis ridículs ("Stuck"). Phil decideix automedicar-se al bar i troba un companyerisme amb dos borratxos que es troben en una rutina i viuen cada dia igual que el dia anterior. El trio s'aprofita de no tenir futur i condueixen temeràriament per les vies del tren i evadeixen els policies abans que siguin atrapats i Phil sigui arrestat ("Nobody Cares"). L'endemà al matí, Phil es desperta el 2 de febrer amb un nou salt al seu pas mentre tracta obertament els altres terriblement, fa el que vol i fa servir els seus repetits dies per conèixer-se i reintroduir-se a Nancy Taylor, una dona local que intenta dormir amb ell ("Philandering"). Després d'instal·lar-se en un solc hedonista, Phil posa la mirada en Rita, decidit a dormir amb ella. Passa diversos dies intentant fabricar la seva cita perfecta i es fa més maníac a mesura que sempre fracassa. Amb l'èxit mai a la vista, Phil es pregunta per què no podria repetir un dia millor, Rita es pregunta si alguna vegada trobarà algú que podria estimar i la gent del poble es pregunta si mai faran totes les coses que han estat posposant, esperant algun futur idealitzat ("One Day"). L'endemà al matí, Phil es desperta el 2 de febrer i trenca el despertador.

### Acte II
El segon acte s'obre en una altra cerimònia del dia de la marmota mentre Nancy Taylor contempla els seus patrons de comportament i com es presenta ("Playing Nancy"). Phil arriba al comandament de Gobbler per a la seva transmissió i interromp el seu reportatge per disparar a Punxsutawney Phil i després a ell mateix. L'endemà al matí, Phil es desperta el 2 de febrer i esgota totes les formes de suïcidar-se, prometent no renunciar ("Hope") a que un dia es suïcidarà amb èxit. Phil torna al comensal i sense res a perdre, explica a Rita el que està passant, demostrant les seves afirmacions escrivint fets sobre la gent del poble, predint les seves accions i, finalment, explicant a Rita coses que ha après sobre ella ("Everything About You"). Intrigada, Rita passa el dia amb Phil, aprenent diverses coses que ell ha fet sobre la ciutat i teoritza què faria ella al seu lloc ("If I Had My Time Again"). Aquell vespre, Rita va al B&B per veure què passa quan el dia comença de nou, però es queda adormida primer, amb Phil ("Everything About You (Reprise)”).
L'endemà al matí, Phil es desperta el 2 de febrer de nou sol i decideix comprometre's amb la gent de la ciutat i millorar-se ell mateix aprenent piano ("Philosopher"). Phil s'assabenta que l'esposa de Ned ha mort i més tard aquella mateixa nit Phil troba un home sense llar mort al parc, que passa diversos dies intentant evitar abans d'acceptar que algunes coses són inevitables ("Night Will Come"). En un nou Groundhog Day, Phil ofereix una transmissió sorprenentment profunda abans de córrer tota la ciutat ajudant la gent del poble ("Philanthropy"). Rita arriba al banquet i escolta a tothom a la ciutat discutint del que Phil ha fet per ells aquell dia, només per descobrir que també toca a la banda ("Punxsutawney Rock"). En una subhasta de solters, Rita compra un ball amb Phil i el besa, tots dos senten que només estan aprenent com és l'altre ("Seeing You"). L'endemà al matí, Phil es desperta per trobar a Rita encara a la seva habitació i una capa de neu fresca que cobreix el terra a l'exterior. Tot i que està molt content de poder marxar, Phil accepta passar el dia amb la Rita. Comencen el seu dia veient sortir el sol a Punxsutawney el 3 de febrer ("Dawn").

## Números musicals
| Acte I - "There Will Be Sun" – Companyia - "Small Town, U.S.A." (Day 1) – Phil i Companyia - "Punxsutawney Phil" – Companyia - "February 2nd" / "There Will Be Sun" – Rita i Companyia - "Small Town, U.S.A." (Day 2) – Phil i Companyia - "Punxsutawney Phil" – Companyia - "February 2nd" / "There Will Be Sun" – Rita i Companyia - "Small Town, U.S.A." (Day 3) – Phil i Companyia - "Stuck" – Phil i Healers - "Nobody Cares" – Gus, Ralph, Phil i Companyia - "Philandering" – Companyia - "One Day" – Rita, Phil i Companyia | Acte II - "Playing Nancy" – Nancy - "Hope" – Phil i Companyia - "Everything About You" – Phil - "If I Had My Time Again" – Rita, Phil i Companyia - "Everything About You" (Reprise) – Phil - "Philosopher" – Phil i Companyia - "Night Will Come" – Ned - "Philanthropy" – Phil i Companyia - "Punxsutawney Rock" – Piano Teacher i Companyia - "Seeing You" – Phil, Rita i Companyia - "Dawn" – Companyia |

## Personatges i repartiments originals
| Personatge                | Londres (2016)    | Broadway (2017)      | San Francisco (2019)                   |
| ------------------------- | ----------------- | -------------------- | -------------------------------------- |
| Phil Connors              | Andy Karl         | Andy Karl            | Ryan Drummond                          |
| Rita Hanson               | Carlyss Peer      | Barrett Doss         | Rinabeth Apostol                       |
| Larry                     | Eugene McCoy      | Vishal Vaidya        | Scott Taylor-Cole                      |
| Ned Ryerson               | Andrew Langtree   | John Sanders         | Dean Linnard                           |
| Nancy Taylor              | Georgina Hagen    | Rebecca Faulkenberry | Sophia Introna                         |
| Mrs Lancaster             | Julie Jupp        | Heather Ayers        | Larissa Kelloway                       |
| Freddie                   | Kieran Jae        | Gerard Canonico      | Jorge Luis Diaz                        |
| Debbie                    | Jenny O'Leary     | Katy Geraghty        | Loreigna Sinclair                      |
| Joelle                    | Carolyn Maitland  | Jenna Rubaii         | Sophia Introna                         |
| Ralph                     | Jack Shalloo      | Raymond J Lee        | Jorge Luis Diaz                        |
| Gus                       | Andrew Spillett   | Andrew Call          | Scott Taylor-Cole                      |
| Doris                     | Emma Lindars      | Rheaume Crenshaw     | Kathryn Han                            |
| Buster                    | Mark Pollard      | Josh Lamon           | Michael Gene Sullivan                  |
| Sheriff                   | Antonio Magro     | Sean Montgomery      | Anthony Rollins-Mullens                |
| Deputy                    | Roger Dipper      | Joseph Medeiros      | Cameron La Brie                        |
| Jeff                      | Ste Clough        | Travis Waldschmidt   | Montel Anthony Nord                    |
| Jenson                    | Leo Andrew        | William Parry        | David Schiller                         |
| Chubby Man                | David Birch       | Michael Fatica       | Cameron La Brie                        |
| Piano Teacher             | Kirsty Malpass    | Tari Kelly           | Kathryn Han                            |
| Lady Storm Chaser         | Vicki Lee Taylor  | Taylor Iman Jones    | Michael Motroni / Danielle Philapil[a] |
| Swing                     | Leanne Pinder     | Camden Gonzales      | N/D                                    |
| Swing                     | Damien Poole      | Jordan Grubb         | N/D                                    |
| Swing                     | Lisa Mathieson    | Natalie Wisdom       | N/D                                    |
| Swing                     | Spencer Stafford  | N/D                  | N/D                                    |
| Swing / Hot Dog Vendor[b] | Matthew Malthouse | Kevin Bernard        | N/D                                    |

## Enregistrament original del repartiment de Broadway
L'àlbum de repartiment original de Broadway es va gravar el març de 2017 i es va publicar digitalment el 21 d'abril i a les botigues el 5 de maig de 2017. L'àlbum està disponible a Broadway / Masterworks i està produït per Chris Nightingale, Michael Croiter i Tim Minchin. Les cançons "Hope", "If I Had My Time Again" i "Seeing You" es van llançar prematurament per descarregar-les a iTunes, Amazon.com i Spotify.
Totes les cançons foren escrites i compostes per Tim Minchin (additional music i orchestrations by Chris Nightingale). 
| Núm.          | Títol                            | Durada |
| ------------- | -------------------------------- | ------ |
| 1.            | «Overture»                       | 1:04   |
| 2.            | «There Will Be Sun»              | 2:33   |
| 3.            | «Day One»                        | 10:20  |
| 4.            | «Day Two»                        | 4:26   |
| 5.            | «Day Three»                      | 1:40   |
| 6.            | «Stuck»                          | 3:34   |
| 7.            | «Nobody Cares»                   | 5:13   |
| 8.            | «Philandering»                   | 4:50   |
| 9.            | «One Day»                        | 8:46   |
| 10.           | «Entr'acte»                      | 0:55   |
| 11.           | «Playing Nancy»                  | 3:14   |
| 12.           | «Hope»                           | 5:30   |
| 13.           | «Everything About You»           | 1:51   |
| 14.           | «If I Had My Time Again»         | 4:59   |
| 15.           | «Everything About You (reprise)» | 1:00   |
| 16.           | «Night Will Come»                | 3:48   |
| 17.           | «Philanthropy»                   | 5:03   |
| 18.           | «Punxsutawney Rock»              | 1:39   |
| 19.           | «Seeing You»                     | 6:32   |
| Durada total: | Durada total:                    | 76:40  |

El capità de dansa i l'assistent de capità de ball de la producció d'Old Vic eren Leanne Pinder i Damien Poole, respectivament. Per a la producció de Broadway, Camden Gonzales era el capità de ball, mentre que Michael Fatica era el capità assistent de ball.
Tres membres del repartiment original al Old Vic també han aparegut a Matilda. Matthew Malthouse va interpretar a Rudolpho / Escapologist en el repartiment d'estrena mundial a la RSC el desembre del 2010 i va tornar a reproduir el seu paper d'Escapologist en el repartiment original del West End un any després, mentre que Antonio Magro va aparèixer a la producció del West End com Children's Entertainer / Sergei, període durant el qual també va estudiar el paper principal de Miss Trunchbull. Leanne Pinder va ser un swing tant en les produccions del West End com de Broadway (també va assumir els papers de resident i ajudant de coreògrafa, respectivament).

## Recepció crítica
La producció original de Londres va ser rebuda positivament, obrint-se a una sèrie de crítiques de cinc estrelles.
La producció de Broadway també va rebre crítiques positives, sobretot elogiant Andy Karl per haver tornat a la producció malgrat la seva lesió anterior.

## Premis i nominacions

### Producció original de Londres
| Any  | Premi                           | Categoria                                          | Nominat                    | Resultat  |
| ---- | ------------------------------- | -------------------------------------------------- | -------------------------- | --------- |
| 2016 | Premi Critics' Circle Theatre   | Millor musical                                     | Millor musical             | Guanyador |
| 2016 | Premis Evening Standard Theatre | Millor musical                                     | Millor musical             | Nominat   |
| 2016 | Premis Evening Standard Theatre | Millor actuació musical                            | Andy Karl                  | Nominat   |
| 2016 | Premis Evening Standard Theatre | Millor disseny                                     | Rob Howell                 | Nominat   |
| 2017 | Premis Laurence Olivier         | Millor Musical Nou                                 | Millor Musical Nou         | Guanyador |
| 2017 | Premis Laurence Olivier         | Millor Actor de Musical                            | Andy Karl                  | Guanyador |
| 2017 | Premis Laurence Olivier         | Millor Actor en un Paper de Repartiment de Musical | Andrew Langtree            | Nominat   |
| 2017 | Premis Laurence Olivier         | Millor Director                                    | Matthew Warchus            | Nominat   |
| 2017 | Premis Laurence Olivier         | Millor Coreògraf teatral                           | Peter Darling i Ellen Kane | Nominat   |
| 2017 | Premis Laurence Olivier         | Millor Vestuari                                    | Rob Howell                 | Nominat   |
| 2017 | Premis Laurence Olivier         | Millor Escenografia                                | Rob Howell                 | Nominat   |
| 2017 | Premis Laurence Olivier         | Millor Il·luminació                                | Hugh Vanstone              | Nominat   |

### Producció original de Broadway
| Any  | Premi                       | Categoria                                             | Nominat                           | Resultat  | Ref    |
| ---- | --------------------------- | ----------------------------------------------------- | --------------------------------- | --------- | ------ |
| 2017 | Premi Tony                  | Millor musical                                        | Millor musical                    | Nominat   | [ 58 ] |
| 2017 | Premi Tony                  | Millor actor protagonista de musical                  | Andy Karl                         | Nominat   | [ 58 ] |
| 2017 | Premi Tony                  | Millor llibret                                        | Danny Rubin                       | Nominat   | [ 58 ] |
| 2017 | Premi Tony                  | Millor direcció de musical                            | Matthew Warchus                   | Nominat   | [ 58 ] |
| 2017 | Premi Tony                  | Millor banda sonora                                   | Tim Minchin                       | Nominat   | [ 58 ] |
| 2017 | Premi Tony                  | Millor coreografia                                    | Peter Darling i Ellen Kane        | Nominat   | [ 58 ] |
| 2017 | Premi Tony                  | Millor escenografia a un musical                      | Rob Howell                        | Nominat   | [ 58 ] |
| 2017 | Premis Drama Desk           | Actor més destacat a un musical                       | Andy Karl                         | Guanyador | [ 59 ] |
| 2017 | Premis Drama League         | Millor musical                                        | Millor musical                    | Nominat   | [ 60 ] |
| 2017 | Premis Drama League         | Actuació distingida                                   | Andy Karl                         | Nominat   | [ 60 ] |
| 2017 | Premis Outer Critics Circle | Més destacat New Broadway Musical                     | Més destacat New Broadway Musical | Nominat   | [ 61 ] |
| 2017 | Premis Outer Critics Circle | Actor més destacat a un musical                       | Andy Karl                         | Guanyador | [ 61 ] |
| 2017 | Premis Outer Critics Circle | Director més destacat d'un musical                    | Matthew Warchus                   | Nominat   | [ 61 ] |
| 2017 | Premis Outer Critics Circle | Llibret d'un musical més destacat                     | Danny Rubin                       | Nominat   | [ 61 ] |
| 2017 | Premis Outer Critics Circle | Banda sonora d'un musical més destacada               | Tim Minchin                       | Nominat   | [ 61 ] |
| 2017 | Premis Chita Rivera         | Coreografia més destacada a un espectacle de Broadway | Peter Darling i Ellen Kane        | Nominat   | [ 62 ] |